# Given Singuluma
Given Singuluma (Rufunsa, 1986. július 19. –) zambiai válogatott labdarúgó, jelenleg a TP Mazembe játékosa.